# Royal Television Society
La Royal Television Society  (més coneguda com a RTS) és una organització educativa sense ànim de lucre del Regne Unit basada en la discussió, i anàlisi de la televisió en tots els seus formats, passats, presents i futurs. És la societat televisiva més vella en el món. Actualment té catorze centres regionals i nacionals en el Regne Unit, així com oficines a la República d'Irlanda, el Canadà i els Estats Units.

## Història
El grup va ser format amb el nom de The Television Society el 7 de setembre de 1927, quan la televisió era encara molt en la seva etapa experimental. Les retransmissions d'alta definició (llavors definida amb un mínim de 200 línies per imatge) no començarien fins nou anys després, quan la BBC van començar les seves transmissions a l'Alexandra Palace el 1936.
A més de servir com a fòrum per científics i enginyers, la societat va anar fent publicacions regulars on analitzava el desenvolupament del nou mitjà de comunicació. Aquests documents ara formen un arxiu històric importants de la història primerenca de la televisió
El títot de Reial va ser concedit el 1966, i l'actual patró és El Príncep de Gal·les.

## Premis
Els premis anuals de la Societat Televisiva Reial són decidits per un equip de professionals dels mitjans de comunicació, amb jurats separats per categories individuals dins de cadascun dels sis grups de Premis:
- Programme Awards[2]
- Television Journalism Awards
- Craft & Design Awards[3]
- Innovation Awards
- Educational Television Awards[4]

Cada grup de Premis té la seva pròpia cerimònia individual, celebrada normalment en el primers mesos de l'any.